# 한국언어재활사협회
한국언어재활사협회(韓國言語再活士協會, The Korean Association of Speech-Language Pathologisis)는 신체·지적장애인이 겪는 언어 구사의 어려움을 개선하는 재활치료전문가를 양성 및 지원하기 위하여 설립된 사단법인이다. 서울특별시 종로구 경운동 운현궁 SK허브 102동 409호에 위치하고 있다.

## 설립 근거
- 장애인복지법 제80조의2[2]

## 연혁
- 1986년 1월 한국언어병리학회 창립 - 초대 회장 이승환
- 1990년 5월 한국언어치료학회 창립 - 초대 회장 권도하
- 1992년 1월 한국언어치료학회 자격증 발급. 언어치료사 2급 정
- 1995년 1월 한국언어치료학회 자격증 발급. 언어치료사 (1급, 2급, 준)
- 1997년 1월 한국언어청각임상학회 자격증 발급. 언어임상가 및 청능임상가 자격증 발급
- 1999년 1월 한국언어청각임상협회. 언어치료사 및 청능치료사 (1급, 2급, 준)
- 2000년 1월 한국언어청각임상협회. 언어치료사 및 청능치료사 (1급, 2급, 준)
- 2003년 5월 초대 이사장 - 이승환 선출. 한국언어청각임상협회로 명칭 변경 (서울). 자격증수여기준 변경
- 2003년 11월 제2대 이사장 - 석동일 선출. 한국언어청능치료전문가협회로 통합
- 2003년 12월 자격증의 단일화. 청능치료사 자격시험 중단
- 2004년 1월 최초로 단일화된 시험 실시
- 2005년 11월 제3대 이사장 - 신문자 선출. 한국언어치료전문가협회로 명칭 변경
- 2006년 11월 청능치료사 업무를 청각학회로 이관. 2급준(전문학사) 언어치료사 신설
- 2007년 11월 제4대 이사장 - 권도하 선출. 한국언어장애전문가협회로 명칭 변경
- 2009년 11월 제5대 이사장 - 고도흥 선출[3]
- 2010년 3월 한국직업능력개발원 등록
- 2011년 9월 보건복지부 사단법인 인가
- 2011년 10월 한국언어재활사협회로 명칭 변경
- 2011년 11월 제6대 이사장 - 고도흥 선출
- 2012년 8월 언어재활사 국가자격법제화 시행
- 2013년 10월 제7대 이사장 - 고도흥 선출
- 2015년 10월 제8대 이사장 - 김현기 선출
- 2017년 11월 제9대 이사장 - 정훈 선출
- 2019년 11월 제10대 이사장 - 이은경 선출

## 조직

### 회장
- 자문위원회
- 국제학술지위원회

#### 부회장 (3인)
- 교육사업단
- 복지사업단

##### 이사
- 행정총무
  - 역량강화사업위원회
- 재무
- 기획
  - 직군위원회
  - 시험위원회
- 홍보
- 교육
- 출판
- 법제
- 국제
- 민원

## 지부
- 서울지부
- 경기지부
- 강원지부
- 충청지부
- 호남제주지부
- 대구경북지부
- 부산경남지부